# چنگدو ایرلاینز
چنگدو ایرلاینز (انگلیسی: Chengdu Airlines) شرکت هواپیمایی چینی است، که در سال ۲۰۰۴ تأسیس شد.